# Hikaru Ōe
Hikaru Ōe (jap. ヒカル大江 Ōe Hikarui; ur. 3 sierpnia 1995 w Toyamie) – japońska snowboardzistka specjalizująca się w halfpipe’ie.

## Kariera
Po raz pierwszy na arenie międzynarodowej pojawiła się 7 lutego 2009 roku w Niseko, gdzie w zawodach FIS Race była szósta w halfpipe’ie. W 2011 roku wystąpiła na mistrzostwach świata juniorów w Valmalenco, gdzie zdobyła srebrny medal. W tej samej konkurencji zwyciężyła na rozgrywanych rok później igrzyskach olimpijskich młodzieży w Innsbrucku. W Pucharze Świata zadebiutowała 28 sierpnia 2011 roku w Cardronie, zajmując szóstą pozycję. Tym samym już w swoim debiucie zdobyła pierwsze pucharowe punkty. Na podium zawodów tego cyklu po raz pierwszy znalazła się 18 stycznia 2014 roku w Stoneham, kończąc rywalizację w halfpipe’ie na trzeciej pozycji. Wyprzedziły ją tam tylko dwie rodaczki: Rana Okada i Yuki Furihata. Najlepsze wyniki osiągnęła w sezonie 2015/2016, kiedy to zajęła dwunaste miejsce w klasyfikacji generalnej AFU, a w klasyfikacji halfpipe’a była piąta.
W 2015 roku wystartowała na mistrzostwach świata w Kreischbergu, zajmując czwarte miejsce. Walkę o podium przegrała tam z Francuzką Clémence Grimal. Czwarte miejsce zajęła również podczas mistrzostw świata w Sierra Nevada w 2017 roku, gdzie w walce o podium lepsza była Devin Logan z USA. W 2018 roku wystartowała na igrzyskach olimpijskich w Pjongczangu zajęła 17. miejsce.

## Osiągnięcia

### Igrzyska olimpijskie
| Miejsce | Dzień     | Rok  | Miejscowość | Konkurencja | Zwyciężczyni |
| ------- | --------- | ---- | ----------- | ----------- | ------------ |
| 17.     | 13 lutego | 2018 | Pjongczang  | Halfpipe    | Chloe Kim    |

### Mistrzostwa świata
| Miejsce | Dzień       | Rok  | Miejscowość   | Konkurencja | Zwyciężczyni |
| ------- | ----------- | ---- | ------------- | ----------- | ------------ |
| 4.      | 17 stycznia | 2015 | Kreischberg   | Halfpipe    | Cai Xuetong  |
| 4.      | 11 marca    | 2017 | Sierra Nevada | Halfpipe    | Cai Xuetong  |
| 14.     | 8 lutego    | 2019 | Park City     | Halfpipe    | Chloe Kim    |

### Puchar Świata

#### Miejsca w klasyfikacji generalnej
- - AFU[2]
- sezon 2011/2012: 11.
- sezon 2013/2014: 23.
- sezon 2014/2015: 23.
- sezon 2015/2016: 12.
- sezon 2016/2017: 44.
- sezon 2017/2018: 18.
- sezon 2018/2019: 14.

#### Pozostałe miejsca na podium w zawodach
1. Stoneham – 18 stycznia 2014 (halfpipe) – 3. miejsce
2. Cardrona – 30 sierpnia 2015 (halfpipe) – 2. miejsce